# Natale con Cristina
Natale con Cristina è un box multidisco pubblicato il 23 novembre 2010 e il 30 novembre 2010 in formato digitale che comprende 3 album ristampati in una nuova veste grafica (Magia di Natale del 2009; Il valzer del moscerino del 2006, qui proposto con titolo leggermente modificato e Cristina canta Disney del 1994) e un disco di brani inediti relativi alle sigle delle nuove serie trasmesse sulle reti Mediaset nel corso della stagione televisiva 2009/10 e nei primi mesi di quella successiva.
I 4 CD sono racchiusi in un cofanetto rigido che vede un piano mezzo busto dell'artista, vestita in abiti invernali sopra uno sfondo che vede un albero di Natale bianco, insieme a alcuni personaggi di cartoni animati racchiusi in palle natalizie. Il retro del cofanetto vede la tracklist di tutti i CD.

## Tracce

### CD1 - Magia di Natale
1. Santa Notte (Stille Nacht) – (testo: Joseph Franz Mohr – musica: Frank Xaver Gruber) 3:13
2. Bianco Natale – (testo: Filippo Bellobuono[1], Ettore Carrera[1], Irving Berlin[2] – Irving Berlin) 2:36
3. Ginge Rock (Jingle Bell Rock) – (testo: Mario Panzeri[1], Joe Beal, Jim Boothe[2] – musica: Joe Beal, Jim Boothe) 2:28
4. O Holy Night – (testo: Placide Cappeau[2], John Sullivan Lubbock[3] – musica: Adolphe Adam) 3:53
5. Il Natale arriva in città – (testo: Paolo Re[1], Haven Gillespie[2] – musica: John Frederick Coots) 2:32
6. Happy Xmas (War Is Over) – (testo: John Lennon, Yoko Ono – musica: John Lennon, Yoko Ono) 4:25
7. Ninna nanna di Brahms (versione 2009) – (testo: Johannes Brahms – musica: Johannes Brahms, Giovanni Bobbio[4], Giordano Bruno Martelli[4]) 2:55
8. Din Don Dan (Jingle Bells) – (testo: Umberto Bertini[1], James Lord Pierpont[2] – musica: James Lord Pierpont) 2:28
9. Alla scoperta di Babbo Natale (versione 2009) – (testo: Alessandra Valeri Manera – musica: Carmelo Carucci) 3:18
10. All I Want for Christmas Is You – (testo: Mariah Carey, Walter Afanasieff – musica: Mariah Carey, Walter Afanasieff) 3:50
11. The Prayer (Italian version) – (testo: Carole Sager[2], Tony Renis[1], Alberto Testa[1] – musica: David Foster, Carole Sager) con Laura[5] 4:02
12. Childhood – (testo: Michael Jackson – musica: Michael Jackson) 4:28

### CD2 - Il Valzer del Moscerino e tante altre...
1. Il valzer del moscerino
2. Il caffè della Peppina
3. Le tagliatelle di Nonna Pina
4. Cocco e Drilli
5. 44 gatti
6. La sveglia birichina
7. Volevo un gatto nero
8. Dagli una spinta
9. Il pulcino ballerino
10. La Nave Gelsomina Dirindirindina
11. Il Torero Camomillo
12. Fammi crescere i denti davanti
13. Il Pinguino Belisario
14. Popoff
15. Il coccodrillo come fa?

### CD3 - Cristina canta Disney
1. Bibbidi bobbidi boo
2. Un poco di zucchero
3. Una stella cade
4. Ehi ho!
5. La la lu
6. Supercalifragilistic-espiralidoso
7. I tre porcellini
8. I sogni son desideri
9. Impara a fischiettar
10. Il mondo è mio

### CD4 - ...e tutte le nuove sigle di Italia Uno
1. Sorridi piccola Anna (testo: Fabrizio Berlincioni – musica: Augusto Martelli)
2. Emma (testo: Graziella Caliandro – musica: Danilo Bernardi, Giuseppe Zanca)
3. MÄR (testo: Arianna Martina Bergamaschi – musica: Enrico Francesco Santulli)
4. Kikoriki (testo: Arianna Martina Bergamaschi – musica: Danilo Bernardi, Giuseppe Zanca)
5. Pearlie (testo: Arianna Martina Bergamaschi – musica: Leonardo Ceglie, Giovanni Rosina)
6. Beyblade Metal Fusion (testo: Fabio Gargiulo, Max Longhi, Giorgio Vanni – musica: Max Longhi, Giorgio Vanni)
7. C'era una volta la Terra (testo: Cristina D'Avena – musica: Leonardo Ceglie, Giovanni Rosina)
8. Kamen Rider (testo: Silvio Pozzoli – musica: Roberto Ferrero)
9. Viva Pinata (testo: Graziella Caliandro – musica: Cristiano Macrì)
10. Il circo (musica: Vitros)
11. Io credo in me (seconda versione) – (testo: Giuseppe Dati – musica: Cristiano Macrì)
12. LegendZ – (testo: Antonio Divincenzo – musica: Fausto Cogliati)
13. Le avventure degli orsetti – (testo: Arianna Martina Bergamaschi – musica: Fulvio Griffini, Stefania Camera)
14. Il lungo viaggio di Porfirio – (testo: Cristina D'Avena – musica: Cristiano Macrì)
15. Il cuore di Cosette – (testo: Graziella Caliandro – musica: Valeriano Chiaravalle)
16. La magia del cuore – (testo: Cristina D'Avena – musica: Maurizio Bianchini, Graziano Pegoraro)

## Interpreti

### CD1-2
- Cristina d'Avena – tutte

### CD3
- Cristina D'Avena – tutte
- Enzo Draghi – traccia 10

### CD4
- Cristina D'Avena – tracce 1-2, 7, 9, 14, 16
- Giacinto Livia – traccia 3
- Matteo e Francesco – traccia 4
- Benedetta Caretta – tracce 5, 13
- Giorgio Vanni – tracce 6, 11
- Cartoni in Faccia – traccia 8
- Fabio Ingrosso – traccia 12
- Roberta Pagnetti – traccia 15

## Produzione
- Paolo Paltrinieri – produzione discografica e direzione artistica
- Marina Arena, Tony De Padua, Andrea Fecchio – coordinamento produzione discografica
- Antonio D'Ambrosio – mastering agli studi Disc to Disc Milano
- Maurizio Montan – foto
- In Rosa Comunicazione – grafica
- Clarissa D'Avena – Ufficio stampa e promozione

## Posizione in classifica e dati di vendita
Il box ha debuttato alla posizione numero 54 della classifica settimanale dei dischi più venduti in Italia, mantenendo la sua presenza in classifica per 5 settimane consecutive.
Il box, ha venduto intorno alle 30 000 copie (Già solo per le prime 4-5 settimane, si stimano 10 000 copie).